# Наши девушки (фильм, 1930)
«Наши девушки» — советский чёрно-белый немой фильм режиссёра Владимира Брауна. Вышел на экраны 25 мая 1930 года. Сохранился частично.

## Сюжет
Школа ФЗУ в пограничном городке выпускает первых девушек-токарей. Девушки начинают работать на заводе и сталкиваются с трудностями. Они приходят к мысли об организации женской бригады.
Женская бригада выполняет срочный заказ. Выясняется, что профессиональных навыков девушек недостаточно. Молодые рабочие и девушки решают организовать молодёжную бригаду. Однако администрация завода противится этому. Между девушками возникает любовный конфликт.
На помощь молодёжи приходит секретарь партийной организации. Молодёжи удаётся реализовать свои замыслы.
Параллельно с основной сюжетной линией показано участие молодёжи в военно-оборонной работе.

## В ролях
- Софья Магарилл — Нина
- Варвара Мясникова — Шура
- Андрей Костричкин — Смирнов, техник
- Владимир Гардин — Матвеев
- Павел Курзнер — Голутва, токарь
- Евгения Пырялова — комсомолка
- Антонина Брянцева — комсомолка
- Анна Шендзиковская — комсомолка
- Зинаида Воркуль — Саша

## Съёмочная группа
- Сценарист — Александр Устинович
- Режиссёр — Владимир Браун
- Оператор — Глеб Буштуев
- Художник — Павел Бетаки

## Критика
Кинокритик и сценарист Николай Коварский оценил фильм следующим образом: «Этот фильм … был несколько схематичен по драматургии, по обрисовке характеров, но зрители приняли его хорошо. Спят он был достаточно профессионально, смонтирован умело и искусно».
В книге киноведа Ирины Гращенковой указывается: «Фильм вырос на политических лозунгах дня: „Женщины — в промышленность“, „Девушки, готовьтесь к обороне страны“. Сюжет, надписи, кинохроника
строек, военных манёвров, вживлённая в игровую ткань,— всё работало на агитационную и
пропагандистскую задачи».
Пётр Багров пишет: «Агитпроповская концовка, губящая не одно талантливое произведение начала 30-х, звучала неожиданно сильно: кадры жизнерадостных комсомолок на спортивном параде, внезапно облачающихся в противогазы, вносили ноту тревожную и зловещую».